# Заблоцкая, Ванда
Ва́нда Забло́цкая (пол. Wanda Zabłocka, урождённая Heitzman; 20 декабря 1900, Тарнув — 30 ноября 1978, Торунь) — польский ботаник, миколог, фитопатолог. Профессор Университета Николая Коперника.

## Биография
Училась на филологическом факультете Ягеллонского университета, в 1945 защитила диссертацию на тему микоризы в роде Viola. Также осуществляла наблюдение над микоризой в гастеромицетов. В 1946 поселилась в Торуни и начала работать в Университете Николая Коперника, в 1954—1970 годах — в звании профессора.

## Публикации
Автор публикаций о шапковых грибах Польши (пол. Grzyby kapeluszowe Polski; 1949), паразитические грибы (пол. Grzyby pasożytne; 1950).

## Семья
Муж Ян-Войцех Заблоцкий (1894—1978) также ботаник.